# 張嘉秀
張嘉秀（1492年—？），字文英，號白泉，浙江寧海衛軍籍，明朝政治人物。

## 生平
嘉靖七年（1528年）戊子科浙江鄉試第十三名舉人。嘉靖八年（1529年）中式己丑科會試第二百名，登第三甲第二百零五名進士。任饒州府儒學教授，十三年（1534年）主考福建鄉試。嘉靖十九年（1540年）任直隸霸州（今河北省霸州市）知州，陞饒州府同知。

## 家族
曾祖張翥，封徵仕郎、禮部都給事中；祖父張寧，曾任汀州知府；父張啓宏，母蔡氏。永感下。弟應麒、應龍。